# Đạo luật tem
Đạo luật tem là đạo luật quy định phải có thuế phải nộp về việc chuyển các tài liệu nhất định. Những người nộp thuế nhận được một con tem chính thức trên các tài liệu của họ, làm cho văn bản hợp pháp. Các loại thuế được thu theo một đạo luật tem được gọi là thuế tem. Hệ thống thuế này lần đầu tiên được nghĩ ra tại Hà Lan vào năm 1624 sau một cuộc cạnh tranh công khai để tìm một hình thức mới của thuế. Một loạt các sản phẩm đã được đưa vào phạm vi áp dụng của các đạo luật tem bbao gồm các thẻ chơi, thuốc bằng sáng chế, kiểm tra, thế chấp, hợp đồng và báo chí. Các mặt hàng thường có thể chất đóng dấu tại cơ quan Chính phủ phê duyệt sau khi nộp thuế, mặc dù phương pháp liên quan đến thanh toán hàng năm một khoản tiền cố định hoặc mua tem dính thực tế và phổ biến hơn. Đạo luật tem đã được thi hành ở nhiều nước, trong đó có Australia, Cộng hòa Nhân dân Trung Hoa, Canada, Ireland, Ấn Độ, Malaysia, Israel, Anh và Hoa Kỳ.
Sau khi Anh là chiến thắng Pháp trong Chiến tranh Bảy năm (được biết đến ở Mỹ là cuộc chiến tranh Pháp và Anh Điêng), một Đạo luật tem nhỏ được ban hành có phạm vi bao gồm tất cả các loại giấy tờ từ các tờ báo văn bản quy phạm pháp luật và thậm chí cả bài chơi. Người Anh đã đánh thuế người dân thuộc địa để tăng doanh thu, nhưng người Mỹ tuyên bố các quyền hiến định của họ đã bị vi phạm, vì chỉ có các cơ quan lập pháp thuộc địa của họ có thể đánh thuế. [Trên khắp các thuộc địa Mỹ, phe đối lập cho cơ quan thuế các hình thức bạo lực và hăm dọa. Một cách tiếp cận hợp lý đã được thực hiện bởi một số yếu tố. James Otis, Jr đã viết cuộc biểu tình có ảnh hưởng nhất, "Quyền của các thuộc địa Anh được xác nhận và chứng minh." Otis, các nhà lãnh đạo cấp tiến tại bang Massachusetts, đã thuyết phục nghị viện Massachusetts gửi một thông tư tới các thuộc địa khác, kêu gọi cho một cuộc họp liên thuộc địa để lên kế hoạch chống tại thuế mới. Hội nghị thuế tem triệu tập tại Thành phố New York vào ngày 7 tháng 10 với chín thuộc địa tham dự, những thuộc địa khác đã có khả năng sẽ tham gia nếu họ nhận thông báo sớm hơn. Các đại biểu đã thông qua một Tuyên bố 14 điểm của quyền và yêu sách, được hình thành chủ yếu bởi John Dickinson của Pennsylvania. Tuyên bố lặp lại các nghị quyết gần đó của Nhà Virginia của Burgesses, lập luận thuế thuộc địa chỉ có thể được thực hiện bởi hội đồng riêng của họ. Các đại biểu đã chỉ ra Đạo luật tem và sử dụng của các tòa án vice admiralty chỉ trích đặc biệt, nhưng kết thúc tuyên bố của họ với một lời cam kết trung thành với nhà vua.
Hội nghị đạo luật tem là một bước trong quá trình cố gắng giải quyết vấn đề phổ biến, trong đó gần đây nhất đã cố gắng trong Hội nghị Albany năm 1754. Rằng cuộc họp trước đó đã được tổ chức do sự thúc đẩy của các quan chức hoàng gia, nhưng sau này là hoàn toàn là một mối quan hệ thực dân. Đại hội là một diễn đàn để bày tỏ mối quan tâm của hiến pháp, không phải là một điểm tập hợp cho cuộc cách mạng và độc lập. Trong thực tế, cuộc họp dành các nhà phê bình bảo thủ của chính sách một số hy vọng giành lại kiểm soát các sự kiện từ các mobs ngang bướng trong các đường phố của nhiều thành phố của Anh.